# Graeme Gilmore
Graeme Gilmore (Melbourne, 29 de junio de 1945) fue un ciclista australiano que combinó tanto el ciclismo en ruta como la pista, donde ganó doce carreras de seis días. En 1967 se proclamó Campeón de Australia en ruta. 
Es padre del también ciclista Matthew Gilmore.

## Palmarés en ruta
- 1966

Vencedor de 4 etapas de la Herald Sun Tour
- 1967

 Campeón de Australia en ruta
1.º en la Melbourne to Warrnambool Classic
Vencedor de 4 etapas de la Herald Sun Tour

## Palmarés en pista
- 1967

1.º en los Seis días de Launceston (con Sid Patterson)
- 1972

1.º en los Seis días de Zúrich (con Albert Fritz y Wilfried Peffgen)
- 1973

Campeón de Europa en Ómnium Endurance
1.º en los Seis días de Bremen (con Dieter Kemper)
1.º en los Seis días de Gante (con Patrick Sercu)
1.º en los Seis días de Los Ángeles (con Klaus Bugdahl)
- 1974

1.º en los Seis días de Zúrich (con Klaus Bugdahl)
1.º en los Seis días de Gante (con Julien Stevens)
1.º en los Seis días de Colonia (con  Dieter Kemper)
1.º en los Seis días de Múnich (con Sigi Renz)
- 1975

1.º en los Seis días de Dortmund (con Dieter Kemper)
- 1976

1.º en los Seis días de Maastricht (con Patrick Sercu)
1.º en los Seis días de Copenhague (con Dieter Kemper)